# Materiał detrytyczny
Materiał detrytyczny, detryt, detrytus – okruchy skał, minerałów lub twardych szczątków organicznych, powstające podczas wietrzenia i erozji.
Materiał detrytyczny, niesiony przez rzeki, wiatr czy fale morskie, osadza się w postaci skał okruchowych. Materiał ten może też wchodzić w skład skał pochodzenia chemicznego i biogenicznego.